# Abe Kōbō

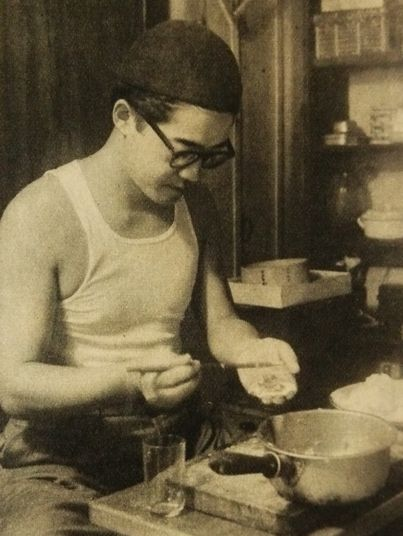
Abe bei der Zubereitung von Gyōza (1954)

Abe Kōbō (japanisch 安部 公房; * 7. März 1924 im Landkreis Nord-Toshima (heute Bezirk Kita), Tokio; † 22. Januar 1993 in der Stadt Tama, Tokio), bürgerlich Abe Kimifusa bei gleicher japanischer Schreibweise, war ein japanischer Schriftsteller.

## Leben
Abe wurde in Tokio geboren, wuchs aber in Mukden (Mandschurei) auf, wo sein Vater als Arzt tätig war. Im Jahr 1941 kehrte er nach Tokio zurück und studierte ab 1943 Medizin. 1947 veröffentlichte er erste Gedichte in rilkescher Manier. Später folgten Essays, Romane, gesellschaftskritische Schriften sowie Dramen. Er zeigte Interesse an Edgar Allan Poe, Fjodor Dostojewski, Friedrich Nietzsche, Martin Heidegger, Karl Jaspers und Franz Kafka. 1948 heiratete er seine Frau Machi (真知, 1926–1993), legte sein Abschlussexamen ab, praktizierte aber nie als Arzt. Im selben Jahr erschien sein erster Roman Das Schild am Ende der Straße.
1949 trat Kōbō in die kommunistische Partei ein, in der er bis 1962 Mitglied blieb. Zwei Jahre später (1951) wurde Kōbō für Das Verbrechen des Herrn S. Karuma mit dem Akutagawa-Preis ausgezeichnet. Er fand Anschluss an prominente Schriftstellergruppen. Auf einer Europareise 1956 besuchte er Deutschland und Frankreich.
Im Jahr 1962 gelang ihm der internationale Durchbruch mit dem Roman Die Frau in den Dünen, seinem ersten in andere Sprachen übersetzten Roman, dessen preisgekrönte Verfilmung 1964 erschien. Die Romane Das Gesicht des anderen und Der verbrannte Stadtplan wurden ebenfalls für die Leinwand adaptiert. Die Drehbücher zu den Filmen schrieb Abe Kōbō selbst. Sein Roman Hako otoko wurde verfilmt und auf der 74. Berlinale uraufgeführt.
Wie seine Vorbilder Hanada Kiyoteru und Ishikawa Jun gibt er allegorischer Darstellung psychologischer Vorgänge den Vorzug vor bloßer realistischer Umweltschilderung. Er schilderte, an Kafka und Sartre geschult, in seinen Romanen unter anderem den Menschen in der Massengesellschaft. Wiederkehrende Topoi seiner Werke sind Themen wie Entfremdung, Isolation, Identitätsverlust und Metamorphose.
1973 gründete er das „Abe-Kōbō-Studio“ (japanisch 安部公房スタジオ, Abe Kōbō sutajio), das im selben Jahr sein Stück Der Mann, der zum Stock wurde aufführte. Abe bereiste ab 1979 mit dieser Theatertruppe die Vereinigten Staaten.

## Auszeichnungen
- 1951 Akutagawa-Preis für Das Verbrechen des Herrn S. Karuma
- 1963 Yomiuri-Literaturpreis für Die Frau in den Dünen
- 1967 Tanizaki-Jun’ichirō-Preis für Freunde
- 1977 Ehrenmitglied der American Academy of Arts and Sciences
- 1992 Ehrenmitglied der American Academy of Arts and Letters

## Werke (Auswahl)
Die Übersetzungen sind ungefähr, wenn nicht eine deutsche Veröffentlichung vorliegt.

### Gedichte
- 1947 – „Gedichte eines unbekannten Poeten“ (無名詩集, Mumei Shishū)

### Erzählungen
- 1950 – „Der rote Kokon“ (赤い繭, akai mayu) (dt.: aus dem Japanischen von Siegfried Schaarschmidt, in: Hefte für Ostasiatische Literatur Nr. 4 (Dezember 1985), S. 50–53)
- 1950 – „Hochwasser“ (洪水, kōzui) (dt.: aus dem Japanischen von Siegfried Schaarschmidt, in: Hefte für Ostasiatische Literatur Nr. 4 (Dezember 1985), S. 54–59)[2]
- 1951 – „Die Wand – Das Verbrechen des Herrn S. Karuma“ (壁―S・カルマ氏の犯罪, kabe – S. Karuma-shi no hanzai)
- 1951 – „Hand“ (手, ‘‘te‘‘) (dt.: aus dem Japanischen von Gerlinde Brunn, in: Hannelore Eisenhofer-Halim, Peter Pörtner (Hrsg.): „Verführerischer Adlerfarn. Anthologie japanischer Erzählungen“, Konkursbuchverlag, Tübingen 1999, ISBN 3-88769-077-X, S. 204–210)
- 1951 – „Ein Dichterleben“ (詩人の生涯, shijin no shōgai), aus dem Japanischen von Jürgen Berndt und Eiitschi Yasui, in: „Träume aus zehn Nächten. Moderne japanische Erzählungen“, Aufbau-Verlag, Berlin 1975, S. 476–489[3]
- 1952 – „Arche Noah“ (ノアの方舟, Noa no hakobune) (dt.: aus dem Japanischen von Michael Noetzel, in: Franz Rottensteiner (Hrsg.): „Arche Noah. Phantastische Erzählungen“, Suhrkamp, Frankfurt am Main 1989, ISBN 3-518-38174-1, S. 7–21)
- 1953 – „Die Erfindung des R 62“ (R62号の発明, R62 gō no hatsumei) (dt.: aus dem Japanischen von Michael Noetzel, in: „Die Erfindung des R62“, Suhrkamp, Frankfurt am Main 1997, ISBN 3-518-39059-7, mit den weiteren Erzählungen „Das Ei aus Blei“ (鉛の卵, namari no tamago, 1957), „Biographie einer Nixe“ (人魚伝, ningyoden, 1962) und „Menschengleich“ (人間そっくり, ningen sokkuri, 1966))
- 1955 – „Der Stock“ (棒, bō) (dt.: aus dem Japanischen von Sigmara Satō-Diesner, in: Eduard Klopfenstein (Hrsg.): „Mondscheintropfen. Japanische Erzählungen 1940–1990“, Theseus Verlag, Zürich 1990, ISBN 3-85936-061-2, S. 42–46)
- 1956 – „Die drei ehrenwerten Herren und das Gesuch der Gruppe gegen den Verzehr von Menschenfleisch“ (人肉食用反対陳情団と三人の紳士たち, jinniku shokuyō hantai chinjōdan to sannin no shinshitachi) (dt.: aus dem Japanischen von Jürgen Stalph, in: Hefte für Ostasiatische Literatur Nr. 4 (Dezember 1985), S. 60–68)
- 1957 – „Der Traumsoldat“ (夢の兵士, yume no heishi) (dt.: aus dem Englischen von Gunter Blank, in: Janwillem van de Wetering (Hrsg.): „Totenkopf und Kimono. Japanische Kriminalstories“, Rowohlt Taschenbuch Verlag, Reinbek bei Hamburg 1992, ISBN 3-499-43062-2, S. 76–84)
- 1960 – „Das Totaloskop“ (完全映画 (トータル・スコープ), kanzen eiga (tōtaru sukōpu)) (dt.: aus dem Russischen von Walter Papenhagen, in: Klaus Walther (Hrsg.): „Marsmenschen. Kosmische und kybernetische Abenteuer. Eine Anthologie internationaler utopischer Erzählungen“, Verlag Das neue Berlin, Berlin 1966, S. 321–337)

### Romane
- 1948 – „Der Wegweiser am Ende der Straße“ (終りし道の標べに, Owarishi michi no shirube ni)
- 1959 – „Die vierte Zwischeneiszeit“　(第四間氷期, Daiyon kampyōki) (dt.: aus dem Japanischen von Siegfried Schaarschmidt, Insel, Frankfurt am Main 1975, ISBN 3-458-05864-8)
- 1962 – „Die Frau in den Dünen“ (砂の女, Suna no onna), dt.: aus dem Japanischen von Oscar Benl und Mieko Osaki, Rowohlt Verlag, Reinbek bei Hamburg 1967, ISBN 3-499-11265-5), 1964 verfilmt von Hiroshi Teshigahara[4], 2011 als Hörspielfassung von Kai Grehn für den NDR[5]
- 1964 – „Das Gesicht des anderen“ (他人の顔, Tanin no kao) (dt.: aus dem Japanischen von Oscar Benl, Rowohlt Verlag, Reinbek bei Hamburg 1971, ISBN 3-498-00006-3), 1966 verfilmt von Hiroshi Teshigahara[6]
- 1967 – „Der verbrannte Stadtplan“ (燃え尽きた地図, Moetsukita chizu) (dt.: aus dem Japanischen von Jürgen Stalph, Eichborn, Frankfurt am Main 1994, ISBN 3-8218-0292-8), 1968 verfilmt von Hiroshi Teshigahara[7]
- 1973 – „Der Schachtelmann“ (箱男, Hako otoko) (dt.: aus dem Japanischen von Jürgen Stalph, Eichborn (Die Andere Bibliothek), Frankfurt am Main 1992, ISBN 3-8218-4090-0), 2024 verfilmt von Gakuryū Ishii[8] und auf der 74. Berlinale uraufgeführt
- 1977 – „Heimliche Begegnungen“ (密会, Mikkai)[9]
- 1984 – „Der Schrein von Sakura“ (方舟さくら丸, Hakobune Sakura-maru)
- 1991 – „Die Känguruhhefte“ (カンガルー・ノート, Kangarū nōto) (dt.: aus dem Japanischen von Jürgen Stalph, Eichborn, Frankfurt am Main 1996, ISBN 3-8218-0334-7)

### Essays
- 1971 – „Die innere Grenzen“ (内なる辺境, Uchi naru henkyō)[10]
- 1980 – „Rundgang in die Stadt“ (都市への回路, Toshi e no kairo)

### Theaterstücke, Hörspiele
- 1957 – „Der Mann, der zum Stock wurde“ (棒になった男, Bō ni natta otoko) Erstsendung als Hörspiel (dt.: aus dem Japanischen von Siegfried Schaarschmidt, in: Kōbō Abe: „Der Mann, der zum Stock wurde. Stück in drei Teilen“, Literarisches Koloqium, Berlin 1971, hier: S. 45–68)[11]
- 1958 – „Geister in Kitahama“ (幽霊はここにいる, Yūrei wa koko ni iru) (dt.: aus dem Japanischen von Jürgen Berndt und Tatsuji Iwabuchi, in: Jürgen Berndt (Hrsg.): „Japanische Dramen“, Verlag Volk und Welt, Berlin 1968, hier: S. 261–377)
- 1965 – „Auch Du bist schuldig“ (お前にも罪がある, Omae nimo tsumi ga aru)
- 1967 – „Freunde. Eine schwarze Komödie in 2 Aufzügen, 13 Bildern“ (友達, Tomodachi) (dt.: aus dem Japanischen von Siegfried Schaarschmidt, Ostasien-Verlag, Berlin 1984)